# Saldus distrikt
Saldus distrikt (lettiska: Saldus rajons) var till 2009 ett administrativt distrikt i Lettland, beläget i den västra delen av landet, ca 120 kilometer från huvudstaden Riga. Distriktet angränsar med distrikten Liepāja, Kuldīga, Tukums, Kuldīga och Dobele.
Den största staden är Saldus med 12 224 invånare.